# Paolo Monti
Paolo Monti (Novara, 11 de agosto de 1908-Milán, 29 de noviembre de 1982) fue un fotógrafo italiano, considerado como el artista más intelectual de la fotografía italiana moderna.
En su primera etapa, Monti experimentó con el abstraccionismo así como con efectos como el motion blur y la difracción. En 1953, se convirtió en fotógrafo profesional. Principalmente trabajó con reproducciones arquitectónicas que fueron utilizadas como ilustraciones en revistas y editoriales. A partir de 1966, Monti se dedicó a catalogar los centros históricos de diferentes ciudades italianas.

## Biografía
Monti nació en Novara. Su padre era un banquero y fotógrafo amateur del Val d'Ossola. Estudió en la Universidad Bocconi de Milán y se licenció en Económicas en el año 1930. Al terminar, trabajó durante algunos años en la región del Piamonte. Su padre falleció en 1936 y poco después Paolo se casó con Maria Binotti.
Desde el 1939 hasta el 1945, vivió en Mestre cerca de Venecia, después se mudó a Venecia donde trabajó en la Cooperativa regional de agricultura y continuó con su hobby, la fotografía.
En 1947 ayudó a fundar La Góndola, que en poco tiempo se convirtió en lugar emblemático del movimiento vanguardista de la fotografía internacional. En 1953, Monti empezó a dedicarse profesionalmente a la fotografía, trabajando principalmente para revistas en el campo de la arquitectura y el diseño. Ayudó a ilustrar más de 200 volúmenes sobre ciudades, regiones, arquitectos y artistas.
A partir de 1965, fotografió ilustraciones para La historia de la literatura italiana de Garzanti y también se dedicó a censar los valles de los Apeninos y los centros históricos de las principales ciudades de la región de Emilia-Romaña. Posteriormente, se ocupó de realizar fotos relacionadas con la Historia del arte italiano. A partir del 1980, se focalizó en fotografiar el Lago de Orta y el Val d'Ossola.

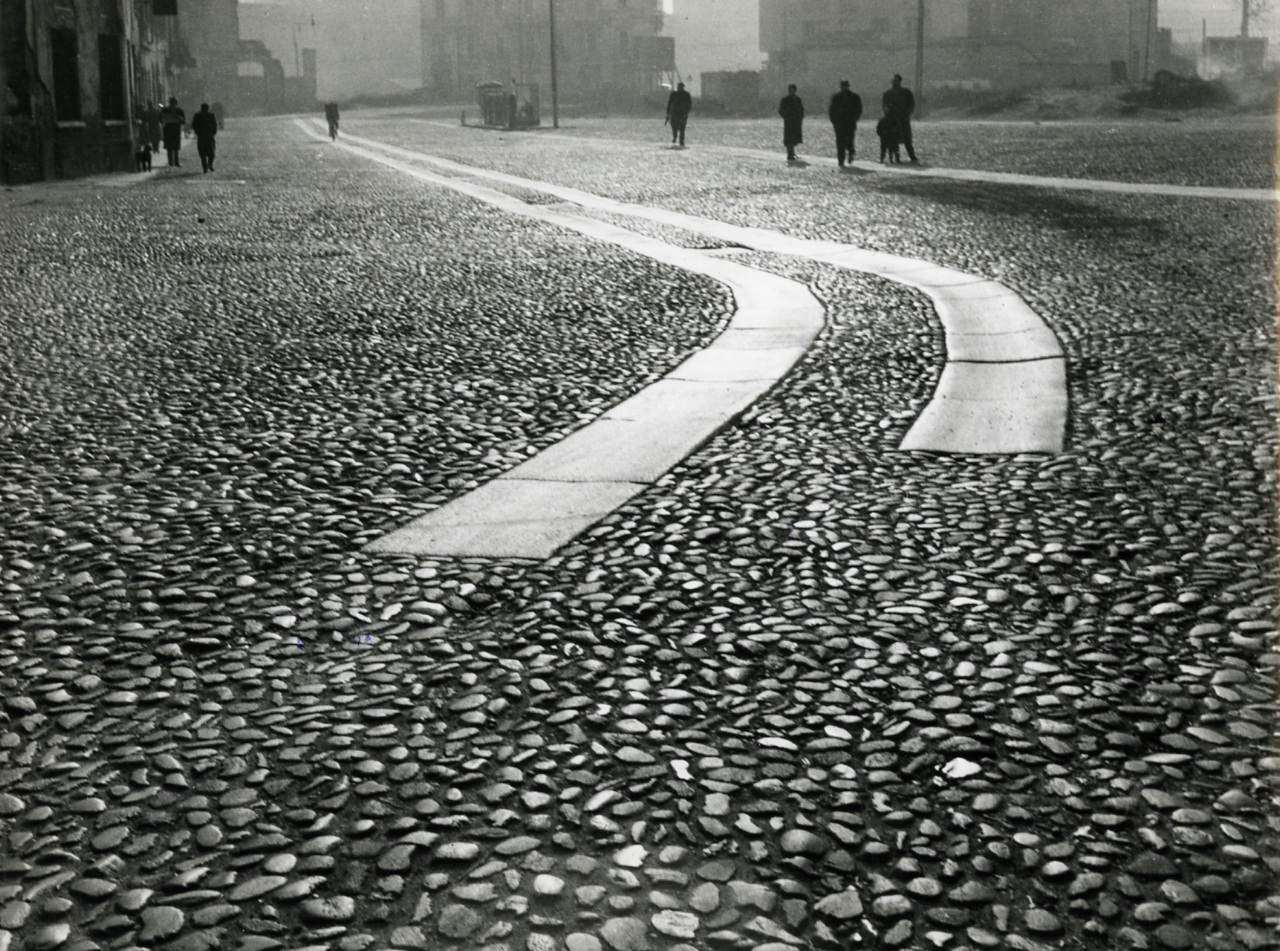
Milán, 1953
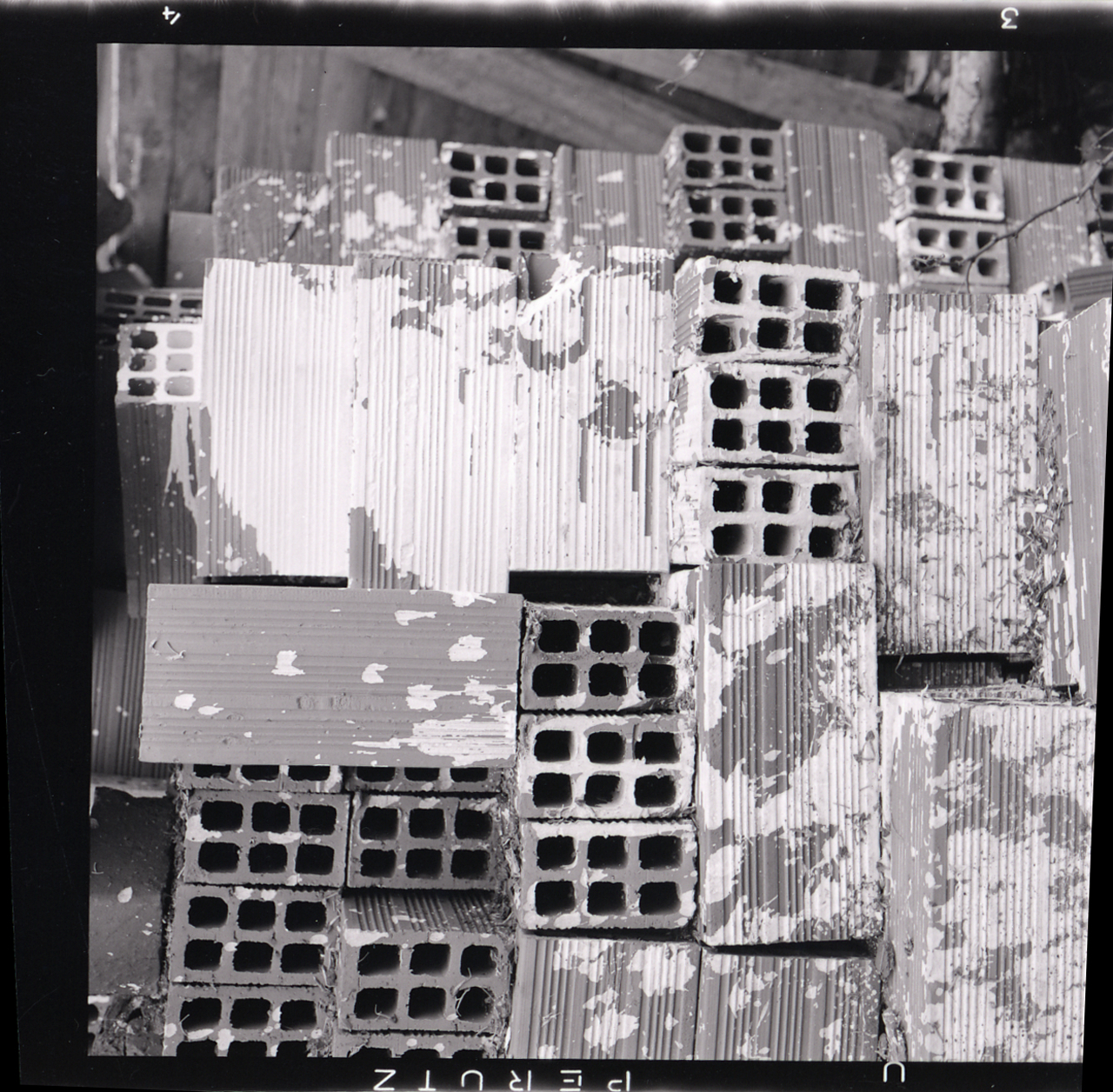
Anzola d'Ossola, 1964
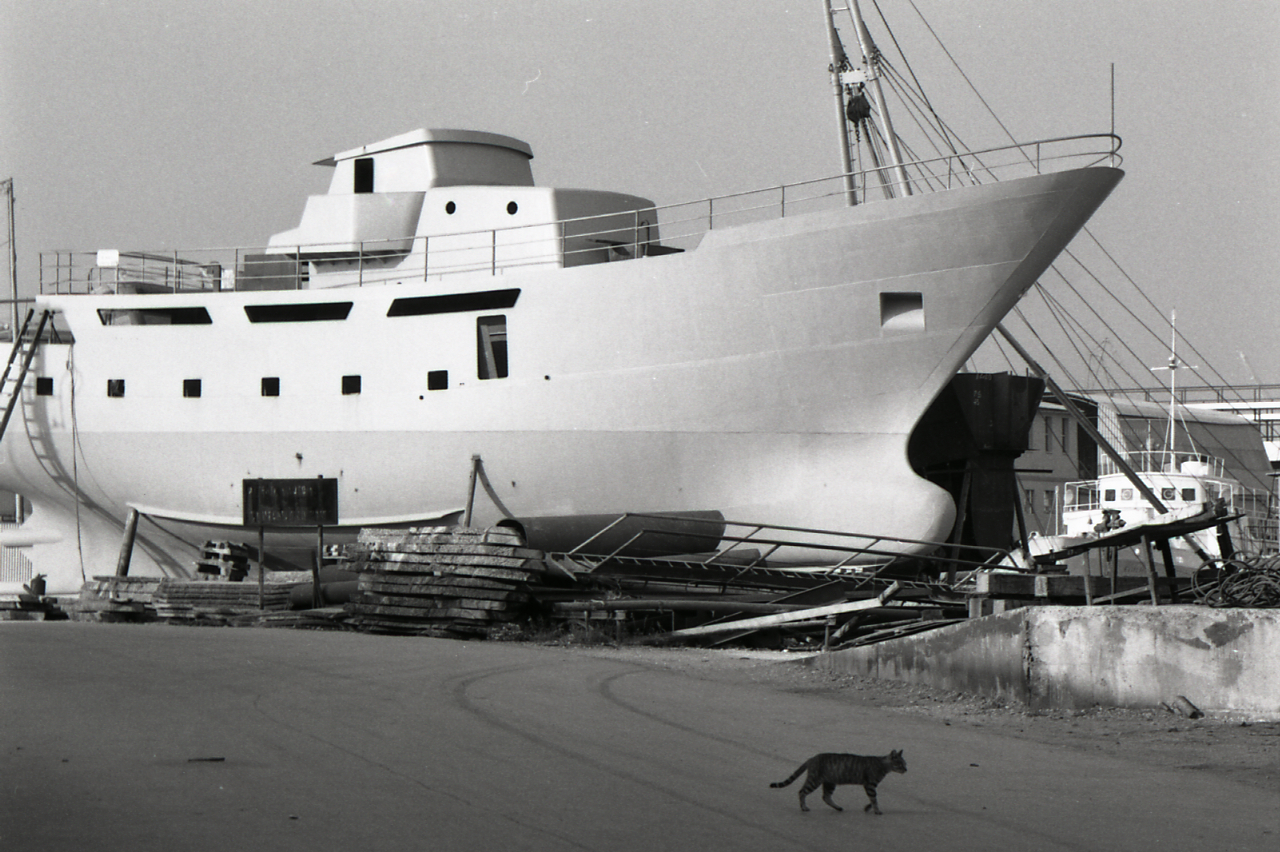
Ancona, 1969
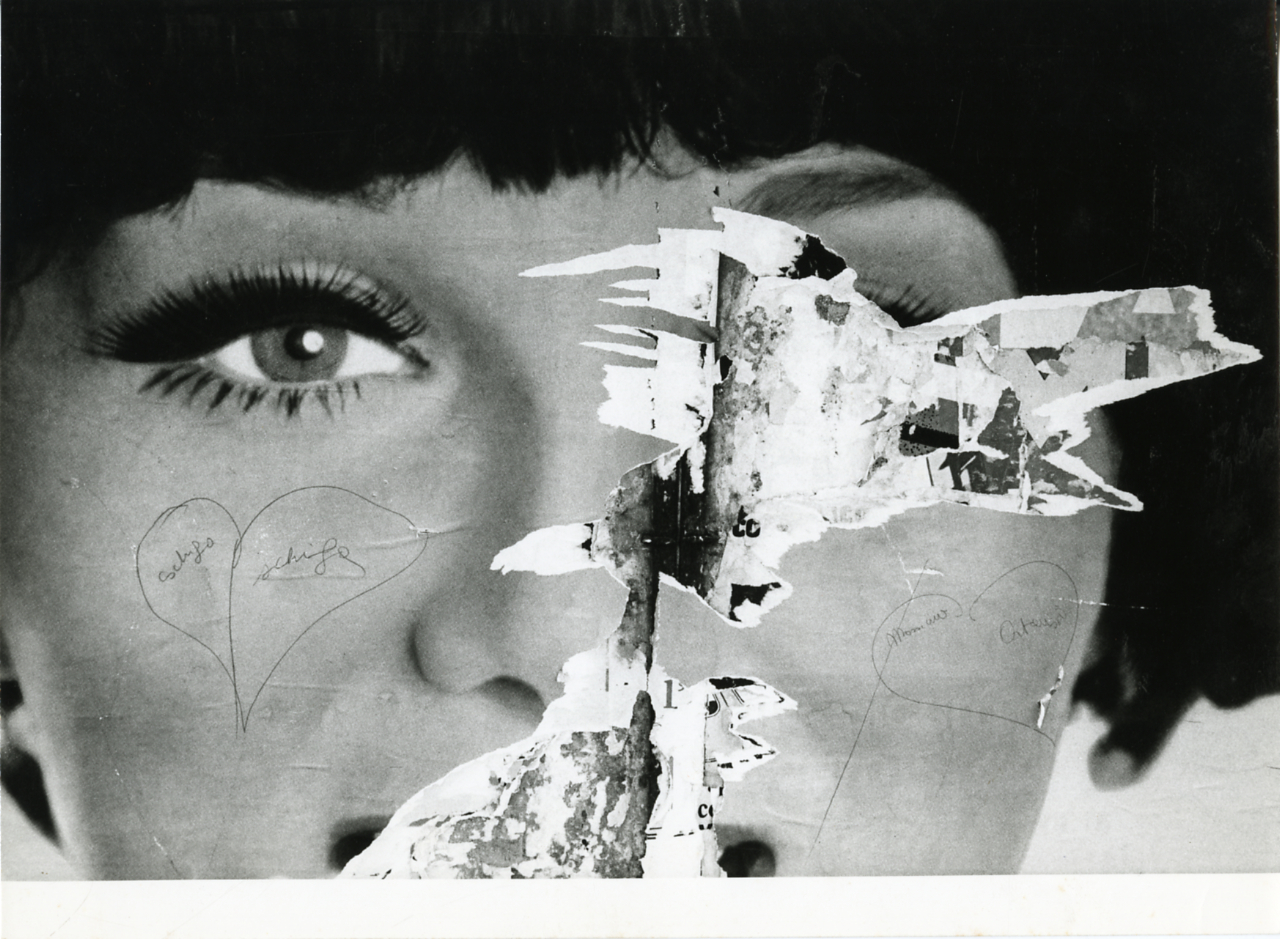
Venecia, 1971
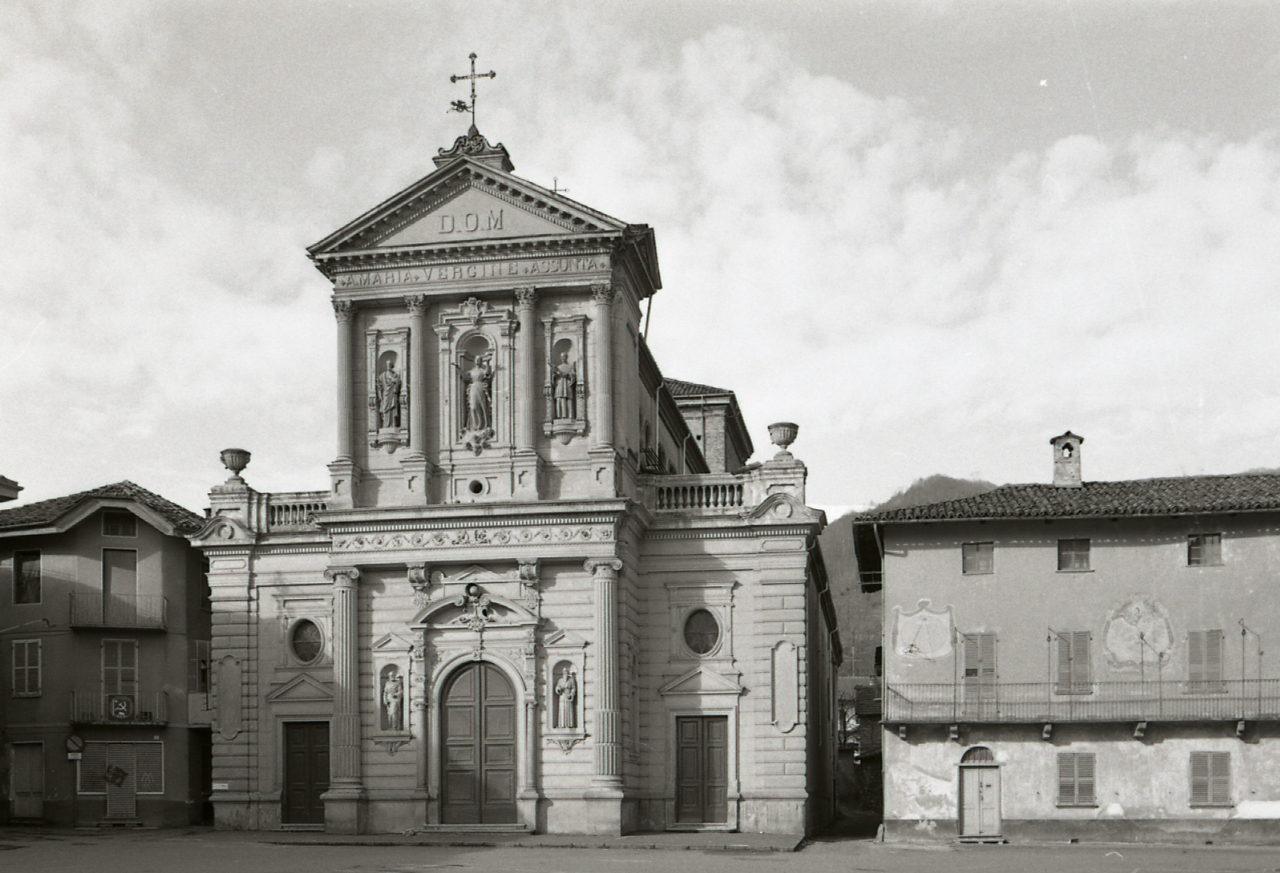
Rocca Canavese, 1979
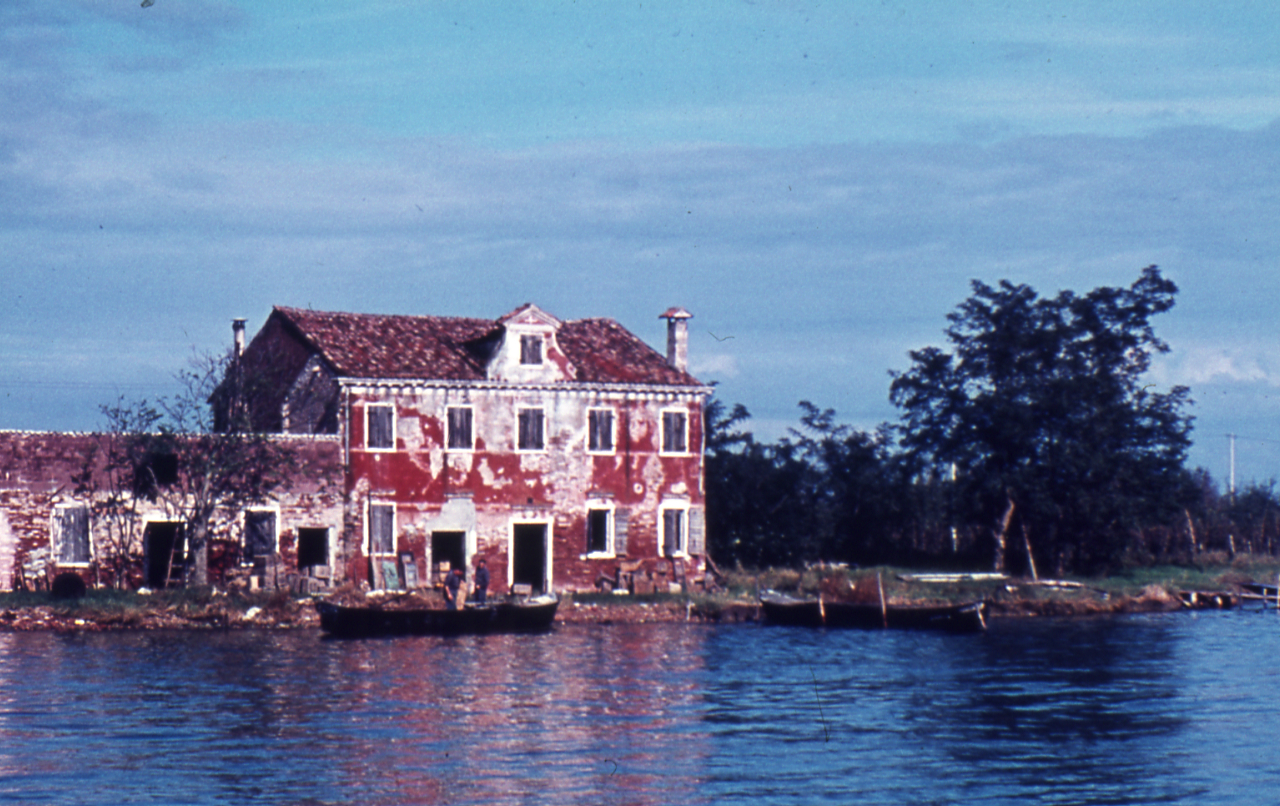
Laguna de Venecia, 1982